# Hervé Faye
Hervé Auguste Étienne Albans Faye (1. října 1814 Saint-Benoît-du-Sault – 4. července 1902 Paříž) byl francouzský astronom.
Byl synem inženýra Hervého-Charlese-Antoina Faye a studoval na pařížské École polytechnique. Působil na Pařížské observatoři a vyučoval geodézii na École polytechnique a astronomii na univerzitě v Nancy, kde v roce 1854 získal profesuru. 
V roce 1843 objevil periodickou kometu 4P/Faye. Za tento objev mu Francouzská akademie věd udělila Lalandeho cenu a roku 1847 ho přijala mezi své členy. Byl také zvolen do Americké akademie umění a věd a Accademia dei Lincei. Studoval pohyby planet, sluneční skvrny a polární záři. Byl skeptický ohledně možnosti mimozemského života, neboť správně předpokládal, že obyvatelné planety se ve vesmíru vyskytují velmi vzácně. Navrhl nový typ kolimátoru a byl průkopníkem využívání astrofotografie. Upřesnil Bougerův výpočet gravitačního pole Země (tzv. Fayeho korekce). Přeložil do francouzštiny dílo Alexandra von Humboldta Kosmos. Byl věřícím katolíkem a ve spise Sur l'origine du monde obhajoval kreacionismus.
V roce 1876 vedl Bureau des Longitudes a o rok později byl krátce ministrem školství ve vládě Gaëtana de Rochebouëta. V letech 1889–1891 byl předsedou Francouzské astronomické společnosti a v letech 1892–1902 předsedou Mezinárodní geodetické asociace. Byl mu udělen Řád čestné legie.
Je po něm pojmenován měsíční kráter Faye, nacházející se východně od Mare Nubium.